# Pedraforca
Pedraforca – odosobniony wapienny szczyt w Pirenejach. Leży w Hiszpanii, na granicy prowincji Barcelona i prowincji Lleida. Należy do Pirenejów Wschodnich.
Jeden z najpopularniejszych katalońskich rejonów wspinaczki górskiej ze względu na wybitną ścianę północną o wysokości 1000 metrów.